# 2011-es lett labdarúgó-bajnokság (első osztály)
A 2011-es Virslīga (szponzorált nevén LMT Virslīga) a lett labdarúgó-bajnokság legmagasabb szintű versenyének 20. alkalommal megrendezett bajnoki éve. Mivel a Blāzma a pontvadászat megkezdése előtt visszalépett a küzdelmektől, a bajnokság 9 csapat részvételével 2011. március 5-én kezdődött és 2011 novemberében ér majd véget.
A címvédő a fővárosi Skonto, amely a 2010-es idényben 15. bajnoki címét ünnepelte.

## A bajnokság rendszere
A bajnokságot a hideg tél miatt tavaszi-őszi rendszerben bonyolítják le. Minden csapat minden csapattal oda-visszavágós, körmérkőzéses rendszerben négyszer játszik, kétszer pályaválasztóként, kétszer pedig vendégként.
A pontvadászat végső sorrendjét a 36 bajnoki forduló mérkőzéseinek eredményei határozzák meg a szerzett összpontszám alapján kialakított rangsor szerint. A mérkőzések győztes csapatai 3 pontot, döntetlen esetén mindkét csapat 1-1 pontot kap. Vereség esetén nem jár pont. A bajnokság első helyezett csapata a legtöbb összpontszámot szerzett egyesület, míg az utolsó helyezett csapat a legkevesebb összpontszámot szerzett egyesület.
Azonos összpontszám esetén a bajnoki sorrendet az alábbi szempontok alapján határozzák meg:
1. az egymás ellen játszott bajnoki mérkőzések pontkülönbsége
2. az egymás ellen játszott bajnoki mérkőzések gólkülönbsége
3. a bajnokságban elért győzelmek száma
4. a bajnoki mérkőzések gólkülönbsége
5. a bajnoki mérkőzéseken szerzett gólok száma

A bajnokság győztese lesz a 2011-es lett bajnok, míg a 9. helyezett oda-visszavágós osztályozót játszik a másodosztály ezüstérmesével. A Blāzma visszalépése miatt egy csapat sem esik ki egyenes ágon a másodosztályba.

## Változások a 2010-es szezonhoz képest
Kiesett a másodosztályba
- Tranzit, 9 helyezettként (visszalépett az osztályozótól)
- Jaunība Rīga, 10. helyezettként

Feljutott az élvonalba
- Gulbene-2005, a másodosztály bajnokaként
- FC Jūrmala, a másodosztály ezüstérmeseként

A Blāzma a pontvadászat megkezdése előtt visszalépett a küzdelmektől, így a harmadosztályba sorolták.

## Részt vevő csapatok
| Csapat             | Székhely   | Stadion                         | 2010        |
| ------------------ | ---------- | ------------------------------- | ----------- |
| Daugava Daugavpils | Daugavpils | Daugavas stadions               | 4.          |
| FB Gulbene1        | Gulbene    | Gulbenes SC                     | 1. (II. o.) |
| FK Jelgava         | Jelgava    | Ozolnieku stadions              | 6.          |
| FC Jürmala         | Jūrmala    | Slokas stadions                 | 2. (II. o.) |
| Jürmala-VV         | Jūrmala    | Slokas stadions                 | 4.          |
| Liepājas Metalurgs | Liepāja    | Daugavas stadions               | 3.          |
| Olimps/RFS         | Rīga       | Latvijas Universitates stadions | 8.          |
| Skonto             | Rīga       | Skonto stadion                  | 1.          |
| FK Ventspils       | Ventspils  | Olimpiai stadion                | 2.          |

Megjegyzés
1. A csapat szezon közben FB Gulbene-2005-ről FB Gulbené-re változtatta a nevét.

## A bajnokság állása
| #  | Csapat             | M  | GY | D | V  | G+ – G– | GK  | P  | Megjegyzések                                   |
| -- | ------------------ | -- | -- | - | -- | ------- | --- | -- | ---------------------------------------------- |
| 1. | Daugava Daugavpils | 18 | 11 | 5 | 2  | 36–15   | +21 | 38 | 2012–2013-as Bajnokok Ligája – 2. selejtezőkör |
| 2. | Liepājas Metalurgs | 18 | 11 | 3 | 4  | 35–12   | +23 | 36 | 2012–2013-as Európa-liga – 1. selejtezőkör     |
| 3. | FK Ventspils       | 16 | 11 | 2 | 3  | 40–7    | +33 | 35 | 2012–2013-as Európa-liga – 1. selejtezőkör     |
| 4. | SkontoCV           | 17 | 10 | 3 | 4  | 30–13   | +17 | 33 |                                                |
| 5. | FK Jelgava         | 18 | 7  | 3 | 8  | 24–31   | −7  | 24 |                                                |
| 6. | FC JūrmalaÚ        | 18 | 5  | 5 | 8  | 22–25   | −3  | 20 |                                                |
| 7. | Gulbene 2005Ú      | 18 | 5  | 4 | 9  | 23–35   | −12 | 19 |                                                |
| 8. | Jūrmala-VV         | 17 | 4  | 3 | 10 | 18–37   | −19 | 15 |                                                |
| 9. | Olimps/RFS         | 18 | 0  | 2 | 16 | 9–62    | −53 | 2  | Osztályozó                                     |

Utolsó frissítés: 2011. július 24. 
Forrás: lff.lv (lettül) 
A rangsorolás alapszabályai: 1. összpontszám, 2. egymás elleni eredmények összpontszáma, 3. gólkülönbség, 4. szerzett gólok száma.
1A 2011–2012-es lett kupa győztese a 2012–2013-as Európa-liga 2. selejtezőkörében indulhat.
(B): Bajnokcsapat, (K): Kieső csapat, (F): Feljutó csapat, (I): Kupainduló, (R): A rájátszás győztese, (KGY): Kupagyőztes

## Eredmények

### Az 1–18. forduló eredményei
| Hazai \ Vendég1    | DAU | GUL | JEL | JŪR | JVV | LIE | OLI | SKO | VEN |
| Daugava Daugavpils |     | 3–1 | 1–1 | 1–1 | 1–0 | 2–1 | 2–0 | 1–1 | 1–1 |
| Gulbene 2005       | 0–2 |     | 3–0 | 1–1 | 1–1 | 0–0 | 2–1 | 1–0 | 0–2 |
| FK Jelgava         | 1–3 | 3–1 |     | 0–2 | 1–0 | 1–3 | 5–1 | 1–2 | 2–0 |
| FC Jūrmala         | 0–2 | 4–1 | 1–1 |     | 0–2 | 1–3 | 4–0 | 1–2 | 0–1 |
| Jūrmala-VV         | 1–3 | 5–3 | 2–3 | 3–1 |     | 0–5 | 2–1 | 0–4 | 0–3 |
| Liepājas Metalurgs | 2–0 | 1–2 | 0–1 | 1–0 | 4–1 |     | 4–1 | 0–1 | 0–0 |
| Olimps/RFS         | 0–6 | 1–3 | 1–3 | 2–2 | 0–0 | 1–4 |     | 0–4 | 0–8 |
| Skonto             | 1–1 | 2–1 | 4–0 | 0–1 | 2–0 | 0–2 | 4–0 |     | 1–3 |
| FK Ventspils       | 2–1 | 4–0 | 4–0 | 4–0 | 4–0 | 0–1 | 4–0 | 0–1 |     |

Utolsó felvett mérkőzés dátuma: 2011. július 24. 
Forrás: lff.lv (lettül) 
1A hazai csapatok a bal oldali oszlopban szerepelnek.
Színek: Zöld = hazai győzelem; Sárga = döntetlen; Piros = vendéggyőzelem.
 

### A 19–36. forduló eredményei
| Hazai \ Vendég1    | DAU | GUL | JEL | JŪR | JVV | LIE | OLI | SKO | VEN |
| Daugava Daugavpils |     |     |     |     |     |     | 2–0 |     |     |
| Gulbene 2005       | 2–4 |     |     |     |     |     |     | 1–1 |     |
| FK Jelgava         |     |     |     |     |     |     |     |     |     |
| FC Jūrmala         |     |     | 2–0 |     |     |     |     |     |     |
| Jūrmala-VV         |     |     | 1–1 |     |     |     |     |     |     |
| Liepājas Metalurgs |     |     |     | 1–1 |     |     |     |     |     |
| Olimps/RFS         |     |     |     |     |     | 0–3 |     |     |     |
| Skonto             |     |     |     |     |     |     |     |     |     |
| FK Ventspils       |     |     |     |     |     |     |     |     |     |

Utolsó felvett mérkőzés dátuma: 2011. július 24. 
Forrás: lff.lv (lettül) 
1A hazai csapatok a bal oldali oszlopban szerepelnek.
Színek: Zöld = hazai győzelem; Sárga = döntetlen; Piros = vendéggyőzelem.
 